# Johann Tobias Bürg
Pour les articles homonymes, voir Bürg.
Johann Tobias Bürg (24 décembre 1766 - 15 novembre 1835) était un astronome autrichien né à Vienne et décédé à Wiesenau, près de Klagenfurt.
Il a travaillé en tant que professeur et astronome à Klagenfurt. Il a également été assistant à l'observatoire de Vienne de 1792 à 1813.
Il a publié des tables astronomiques sur la lune remarquables par leurs précisions. Elles lui ont valu d'être admis à l'académie des sciences de France.
Un cratère lunaire porte aujourd'hui son nom.